# ルートヴィヒ (2012年の映画)
『ルートヴィヒ』（Ludwig II.）は、2012年のドイツの伝記映画。監督はマリー・ノエルとペーター・ゼーア、出演はザビン・タンブレアとゼバスチャン・シッパーなど。「狂王」の異名で知られる第4代バイエルン国王ルートヴィヒ2世の即位（1864年）から死（1886年）までを描いている。

## ストーリー
政治よりも芸術をこよなく愛し、現実から逃避して夢の中で生きた第4代バイエルン国王ルートヴィヒ2世の18歳での即位から40歳での退位と死までを、敬愛した作曲家リヒャルト・ワーグナーとの疑似父子関係や厩舎長の男性との秘められたプラトニックな恋愛関係などを絡めて描く。

## キャスト
- ルートヴィヒ
  - 18歳から26歳: ザビン・タンブレア - 第4代バイエルン国王。
  - 40歳: ゼバスチャン・シッパー（ドイツ語版） - 隠遁生活を送る国王。
- エリザベート: ハンナー・ヘルツシュプルング - オーストリア皇妃。ルートヴィヒの親戚で友人。
- リヒャルト・ワーグナー: エトガー・ゼルゲ - 著名な作曲家。
- リヒャルト・ホルニヒ: フリードリヒ・ミュッケ - 厩舎長。ルートヴィヒの忠臣。
- ヨハン・ルッツ（ドイツ語版）: ユストゥス・フォン・ドホナーニ - ルートヴィヒの書記官。後に首相に。
- ローレンツ・マイヤー: ザムエル・フィンツィ（ドイツ語版） - ルートヴィヒの従僕。
- オットー: トム・シリング（ドイツ語版） - ルートヴィヒの弟。後に精神を病む。
- ゾフィ: パウラ・ベーア - ルートヴィヒの婚約者。エリザベートの妹。
- ルイトポルト: ウーヴェ・オクセンクネヒト（ドイツ語版） - ルートヴィヒの叔父。
- プフォルテン男爵: ペーター・シモニスチェク（ドイツ語版） - バイエルン王国首相。ルートヴィヒと対立。
- ホルンシュタイン伯（ドイツ語版）: ギデオン・ブルクハルト（ドイツ語版） - バイエルン王国の大物政治家。
- マリー王太后: カタリナ・タルバッハ（ドイツ語版） - ルートヴィヒの母。先王の妃。
- フォン・グッデン教授（ドイツ語版）: アウグスト・シュメールツァー（ドイツ語版） - 精神科医。オットーの主治医で後にルートヴィヒを精神病と診断。
- マクシミリアン・ヨーゼフ: ミヒャエル・フィッツ（ドイツ語版） - エリザベートとゾフィの父。
- ハインリヒ・フォーグル: フランツ・ディンダ（ドイツ語版） - ルートヴィヒに見出されたオペラ歌手。
- ナポレオン3世: クリストフ・マラヴォワ（ドイツ語版） - フランス皇帝。
- ビスマルク: ベルンド・ビルクハーン（ドイツ語版） - プロイセン王国首相。後にドイツ帝国首相を兼務。
- ホッペ: フォルカー・ミヒャロウスキ（ドイツ語版） - ルートヴィヒの理髪師。
- カール・ヘッセルシュヴェルト: アンドレ・アイザーマン（ドイツ語版） - ルートヴィヒの家臣。
- マクシミリアン2世: アクセル・ミルベルク（ドイツ語版） - ルートヴィヒの父。第3代バイエルン国王。

## 関連作品
- ルートヴィヒ2世 - ある王の栄光と没落
- ルートヴィヒ（ルードウィヒ/神々の黄昏）
- ルードウィッヒ1881